# Goniądz (przystanek kolejowy)
Goniądz – przystanek kolejowy w Owieczkach, w gminie Goniądz, w województwie podlaskim, w Polsce. Zbudowany pod koniec XIX wieku.

## Ruch pasażerski
| Rok  | Wymiana pasażerska na dobę |
| ---- | -------------------------- |
| 2017 | 0-9                        |
| 2022 | 0-9                        |

Ważny ośrodek transportu kolejowego dla Imperium Rosyjskiego ze względu m.in. na stacjonujące wojska carskie w pobliskiej Twierdzy Osowcu oddalonej około 10 km od stacji Goniądz. Wyposażona była w rampy za i wyładowcze (zapasowe) dla stacjonujących i skoszarowanych wojsk w Downarach (oddalonych ok. 2 km).

## Połączenia
- Białystok
- Ełk